# کراکن

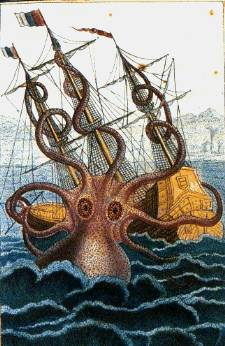
نقاشی کشیده شده در سال ۱۸۱۰

کِراکِن (به انگلیسی: Kraken) هیولای افسانه‌ای عظیم‌الجثه‌ای است که گفته می‌شود در سواحل نروژ و ایسلند زندگی می‌کند. اندازه و ظاهر بیان شده از این هیولا شباهت زیادی با هیولایی که در داستان‌های قدیمی ذکر شده دارد. در واقع به نظر می‌رسد این افسانه سرچشمه گرفته شده از ماهی مرکب غول پیکری باشد که بین ۱۳ تا ۱۵ متر رشد می‌کند.
کِراکِن همچنین نام ابررایانهٔ دانشگاه تنسی است که از سریع‌ترین سیستم‌های رایانه‌ای جهان است.
اختاپوس آدمکش بزرگ (کراکن) زمانی وارد ادبیات داستانی فرانسوی شد که رمان‌نویس ویکتور هوگو (۱۸۶۶) اختاپوس پیوور از فرهنگ گورنزی را معرفی کرد، که او آن را با کراکن افسانه می‌دانست. این منجر به تصویر ژول ورن از کراکن شد، اگرچه ورن بین ماهی مرکب و اختاپوس تمایزی قائل نشد.

افسانه کراکن ممکن است با دیده شدن ماهی مرکب غول‌پیکر نشات گرفته باشد که ممکن است به طول ۱۳ تا ۱۵ متر (۴۰ تا ۵۰ فوت) برسد.

## در فرهنگ عامه
- فیلم دزدان دریایی کارائیب: به عنوان حیوان دست‌آموز دیوی جونز.
- مجموعه رمان فانتزی نغمه آتش و یخ، نوشته جورج آر.آر. مارتین و اقتباس‌‌های تلویزیونی آن یعنی بازی تاج‌و‌تخت و خاندان اژدها: به عنوان نماد خاندان گریجوی و جزایر آهن است.